# Liberty Hill
Liberty Hill é uma cidade localizada no estado norte-americano do Texas, no Condado de Williamson.

## Demografia
Segundo o censo norte-americano de 2000, a sua população era de 1409 habitantes.
Em 2006, foi estimada uma população de 1510, um aumento de 101 (7.2%).

## Geografia
De acordo com o United States Census Bureau tem uma área de
4,9 km², dos quais 4,9 km² cobertos por terra e 0,0 km² cobertos por água.

## Localidades na vizinhança
O diagrama seguinte representa as localidades num raio de 24 km ao redor de Liberty Hill.